# Grandemarinus
Grandemarinus è un genere estinto di pesci ossei appartenente alla famiglia dei Lepisosteidae (i cosiddetti gars), vissuto nel Cretaceo superiore (Turoniano) nell'area dell'odierno Marocco. Include una sola specie nota, Grandemarinus gherisensis.

## Etimologia
Il nome del genere, Grandemarinus, rende omaggio al biologo evoluzionista Lance Grande e fa riferimento alla presunta natura marina della specie, mentre l'epiteto specifico gherisensis si riferisce all'Oued Gheris, un wadi vicino al luogo di ritrovamento del fossile.

## Descrizione
Grandemarinus era un lepisosteide di grandi dimensioni, ed è possibile che possa aver raggiunto i due metri di lunghezza. Al contrario di molti altri Lepisosteidae, Grandemarinus è caratterizzato da un'insolita conformazione cranica a muso corto, convergente superficialmente con quella dei generi fossili d'acqua dolce Cuneatus e Masillosteus dell'Eocene.

## Scoperta e classificazione
Grandemarinus gherisensis è noto da tre esemplari, uno dei quali completamente articolato, provenienti dalla Formazione di Akrabou, parte del Gruppo di Kem Kem. Il fossile più completo fu inizialmente rinvenuto nella casa di un collezionista locale, venduto poi a un privato, e successivamente recuperato dopo essere stato individuato in vendita su un forum online.
Tuttavia, analisi filogenetiche posizionano Grandemarinus come sister group ai Lepisosteini (Oniichthys, Lepisosteus, Atractosteus), più vicino quindi ai gars moderni rispetto a Masillosteus e Cuneatus.
La particolare forma del muso corto si ritiene un adattamento specializzato per la cattura di pesci pelagici.

## Paleoecologia
La Formazione di Akrabou conserva un ecosistema prevalentemente pelagico, indicando che Grandemarinus era completamente marino, in netto contrasto con i gars attuali che abitano prevalentemente acque dolci o salmastre. Questa caratteristica supporta l'ipotesi che il genere rappresenti un discendente tardivo delle prime linee marine di gars originatisi nel Giurassico superiore (Kimmeridgiano) o un caso di ritorno secondario all'ambiente marino da antenati dulciacquicoli.
Grandemarinus rappresenta il primo gar completo descritto da un deposito marino cretacico, fornendo un tassello cruciale per comprendere l'evoluzione iniziale e l'ecologia dei lepisosteidi.